# Chuku Modu
Chukuma Modu (London, 1990. június 19. –) brit színész.
Legismertebb alakítása Dr. Jared Kalu 2017 és 2018 között a Doktor Murphy című sorozatban. A visszatérők című sorozatban is szerepelt.

## Élete
Londonban született. Édesapja nigériai-német származású, édesanyja angol-ír származású. Kezdetben a sport, különösen a boksz iránt érdeklődött. 2012-ben a Richmond Drama Schoolba járt és azóta elkezdte színészi karrierjét.
Először a Mielőtt megismertelek című filmben szerepelt, majd feltűnt az HBO Trónok harca című sorozatában. 2017 és 2018 között a Doktor Murphy című sorozatban szerepelt. 2019-ben a Marvel Kapitány című filmjében szerepelt.

## Filmográfia

### Filmek
| Év   | Magyar cím            | Eredeti cím                        | Szerep       | Magyar hang    |
| ---- | --------------------- | ---------------------------------- | ------------ | -------------- |
| 2014 |                       | The Dawn                           | tanítvány    |                |
| 2014 |                       | The Last Days of Margaret Thatcher | Chris        |                |
| 2014 |                       | Loft No.5                          | Paul         |                |
| 2015 |                       | Stages                             | Jake Norland |                |
| 2016 | Mielőtt megismertelek | Me Before You                      | Jake Norland |                |
| 2016 |                       | Heavy Weight                       | Paris        |                |
| 2016 |                       | Survive                            | Talib        |                |
| 2016 |                       | Open All Night                     | Rick         |                |
| 2019 | Marvel Kapitány       | Captain Marvel                     | Soh-Larr     | Harcsik Róbert |

### Televíziós szerepek
| Év        | Magyar cím    | Eredeti cím     | Szerep                      | Megjegyzések                             |
| --------- | ------------- | --------------- | --------------------------- | ---------------------------------------- |
| 2016      | Trónok Harca  | Game of Thrones | Aggo                        | 3 epizód                                 |
| 2017      | Blöff         | Snatch          | repülős osztag vezetője     | 3 epizód                                 |
| 2017–2018 | Doktor Murphy | The Good Doctor | Dr. Jared Kalu              | főszereplő magyar hangja Markovics Tamás |
| 2019–2020 | A visszatérők | The 100         | Xavier/Dr. Gabriel Santiago | főszereplő                               |